# John Ferguson (Chemiker)
John Ferguson (* 1838; † 2. November 1916) war ein schottischer Chemiker und Chemiehistoriker, speziell der Alchemie. Er war 1874–1915 Regius Professor für Chemie an der Universität Glasgow.

## Leben und Werk
Ferguson studierte ab 1855 in Glasgow mit dem Bachelor-Abschluss 1861 und dem Master-Abschluss 1862. Danach setzte er sein Studium fort, wobei er Medizin studierte, da ein Chemiestudium damals dort nicht möglich war. Er hörte Physik bei Lord Kelvin und Chemie bei Thomas Anderson und gewann an der Universität für Essays teilweise wissenschaftshistorischen Inhalts mehrere Preise. 1864 bis 1868 war er Laborassistent von Anderson. Nachdem er ihn 1869 schon krankheitsbedingt vertreten hatte, wurde er 1874 Nachfolger von Anderson als Professor in Glasgow. Davor plante er schon die neuen Chemielaboratorien, als die Universität in neue Räumlichkeiten umzog.
Er befasste sich vor allem mit Chemiegeschichte, veröffentlicht vor allem in den Proceedings of the Royal Philosophical Society of Glasgow, deren Präsident er 1892 bis 1895 war, und war Ehrenkurator der Hunterian Library der Universität Glasgow.
Er war Fellow der Royal Society of Edinburgh (1888), der Society of Antiquaries of London, der Chemical Society of London (1872) und des Royal Institute of Chemistry (1878). 1887 wurde er Ehrendoktor der Universität St. Andrews. Außerdem war er Ehrenmitglied der Kaiserlichen Militärakademie in St. Petersburg. 1892 bis 1893 war er Präsident der Glasgow Archaeological Society.
Ferguson ist vor allem als Alchemie-Historiker bekannt. 1906 veröffentlichte er einen Bio-Bibliographischen Katalog alchemistischer Bücher der Sammlung von James Young (1811–1883), einem schottischen Unternehmer, der es in der Paraffin-Industrie zu einem Vermögen gebracht hatte und eine der umfangreichsten Sammlungen alchemistischer Literatur anlegte. 
Ferguson selbst hatte ebenfalls eine der besten privaten Sammlungen alchemistischer Literatur, rund 2500 Bände umfassend sowie 338 Handschriften (und 104 Inkunabeln). Die Sammlung von insgesamt 7500 antiquarischen Büchern umfasste daneben auch viele Bände zur Medizin und Okkultem. Sie ist heute in der Special Collection der Universität Glasgow. Auch über diese Sammlung fertigte er einen zweibändigen, rund 800 Seiten starken Katalog, der in nur 40 Exemplaren 1943 privat gedruckt wurde und den er an verschiedene große Bibliotheken verschickte. Unter anderem ist ein Großteil der Sammlung des Paracelsus-Experten Eduard Schubert 1893 von Ferguson aufgekauft worden.
Wegen „bissiger“, aufbrausender Charakterzüge hatte er den Spitznamen Soda.

## Schriften (Auswahl)
- Bibliotheca Chemica. A Catalogue of the Alchemical, Chemical and Pharmaceutical Books in the Collection of the Late James Young of Kelly and Durris. 2 Bände. John Maclehod, Glasgow 1906, Band 1, Band 2; unveränderter Neudruck 1954.
- Bibliographical Notes on Histories of Inventions and Books of Secrets. Hrsg. von E. A. Osborne. 5 Bände. London 1959.